# Fontaine des Tortues
 (août 2019).
Si vous disposez d'ouvrages ou d'articles de référence ou si vous connaissez des sites web de qualité traitant du thème abordé ici, merci de compléter l'article en donnant les références utiles à sa vérifiabilité et en les liant à la section « Notes et références ».
La fontaine des Tortues (en italien : Fontana delle tartarughe) est une fontaine située piazza Mattei, à Rome.

## Histoire
Dessinée par Giacomo della Porta à la fin de la Renaissance (1582-1588), sa réalisation en bronze est due à Taddeo Landini. Les quatre tortues de bronze encadrant le bassin supérieur, qui ont donné son nom à la fontaine, sont généralement attribuées au Bernin ou à Andrea Sacchi. Postérieures à la fontaine en elle-même, elles ont été ajoutées en 1658 ou 1659, à l'occasion d'une restauration.

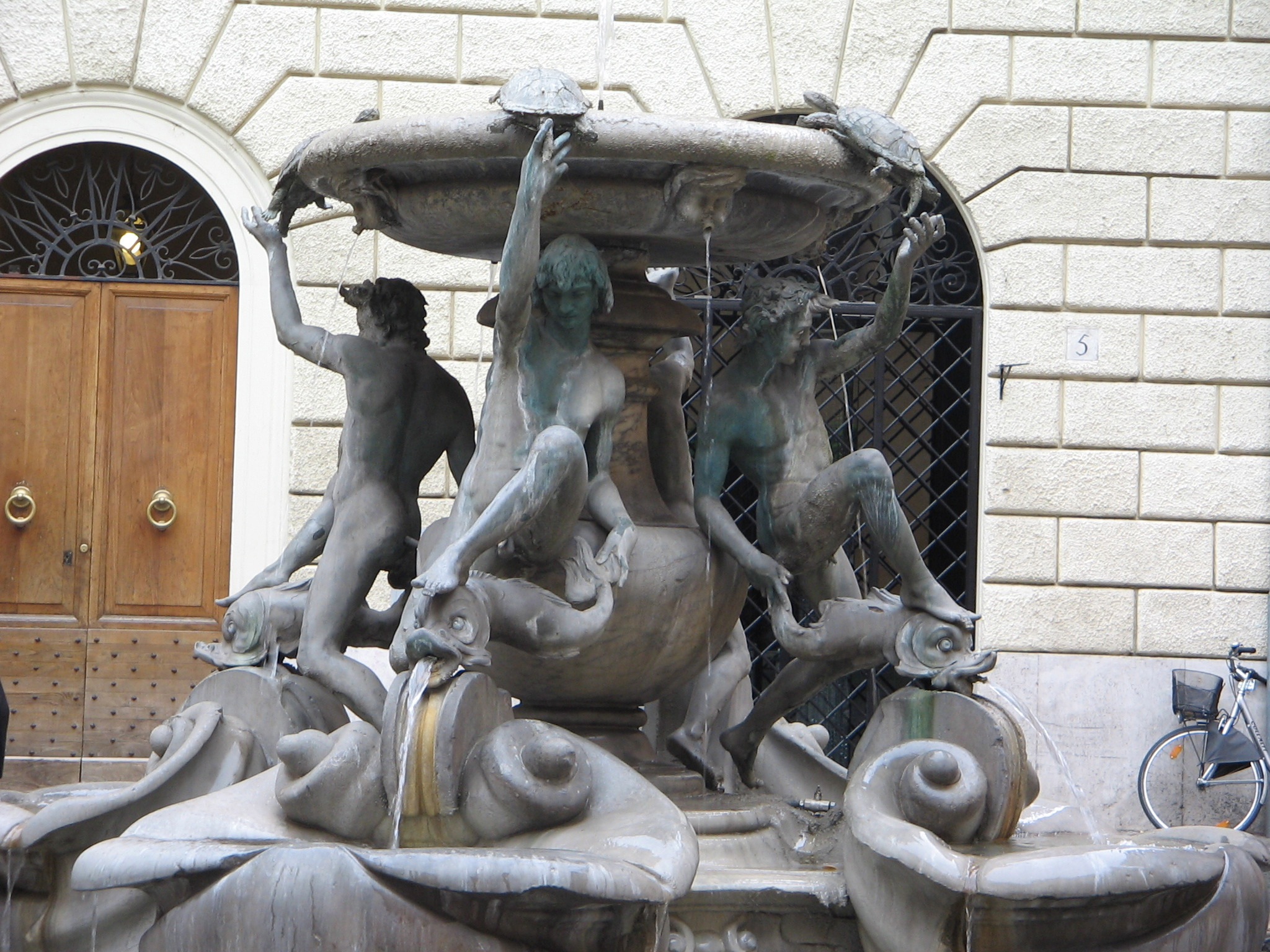
Fontaine des Tortues.

Située face au palais Mattei di Giove, dans le ghetto, à mi-chemin du Capitole et de l'Area Sacra, une légende veut que Muzio Mattei, ruiné au jeu, ait fait construire la fontaine en une seule nuit afin de prouver sa valeur au père de la très riche jeune femme qu'il désirait épouser. Le matin suivant, Mattei ouvrit la fenêtre de son palais et montra à son futur beau-père la fontaine. Impressionné, celui-ci donna son accord au mariage, et Mattei, pour se souvenir de l'événement, fit condamner la fenêtre en question. Aujourd'hui, une fenêtre murée de briques est toujours visible depuis la place Mattei.

## Répliques
Une reproduction de la fontaine, réalisée à Rome au début du XXe siècle, fut achetée par de riches Américains, William Henry et Ethel Crocker, pour leur domaine de Hillsborough, en Californie. Leurs héritiers l'offrirent à la ville de San Francisco et installée dans Huntington Park en 1954.
Il existe trois autres répliques de la fontaine aux États-Unis : à Bloomfield Hills dans le Michigan, à Sarasota en Floride, et à Newport à Rhode Island.